# Arianna (cantante)
Arianna, pseudonimo di Arianna Martina Bergamaschi (Milano, 11 novembre 1975), è una cantante e attrice teatrale italiana.

## Biografia
Nata a Milano nel 1975, è figlia di Graziella Caly. Durante l'infanzia, fino ai 12 anni, partecipa a numerose campagne pubblicitarie. Giovanissima partecipa a Fantastico 2 e 3, allo sceneggiato Rai I Promessi Sposi del 1989 e inizia a studiare danza con Brian e Garrison.
Nel 1990 viene scelta come cantante testimonial Disney per l'Italia: con l'azienda statunitense firma un contratto quinquennale, durante il quale incide 4 album e diverse compilation. In questo periodo il settimanale Topolino le affida la rubrica Il filo di Arianna, scrivendo anche su altre testate della Disney (soprattutto quelle dedicate al pubblico femminile), e sarà ospite in numerosi programmi televisivi: Big!, Disney Club, Fantastico 1990 e 1991, Domenica in, Telethon, Piacere Raiuno, Superclassifica Show e molti altri.
Nel 1991 presenta sulla Rai la trasmissione Cinema Insieme, breve striscia in prima serata collegata al concorso a premi Topofortuna di Topolino, che precede la messa in onda dei film per famiglie di Rai 1. Nello stesso anno conduce il programma radiofonico su Radio 105 Siamo Forti la domenica mattina. Nel 1992 è inviata insieme a Milly Carlucci e Fabrizio Frizzi per la Rai a Parigi per l'inaugurazione del parco divertimenti Euro Disneyland, trasmessa in prima serata su Rai 1 il 12 aprile.
Nel 1995 conduce Canta con noi su Junior Tv. Nel 1996 si iscrive a un corso di recitazione e due anni dopo è scelta da Pietro Garinei e Gino Landi per affiancare come protagonista Maurizio Micheli nella commedia musicale Un mandarino per Teo fino alla stagione 2000, messa in scena al Teatro Sistina. Nel 1998 partecipa a Sanremo Giovani classificandosi al terzo posto con Ritorna e l'anno successivo partecipa al Festival di Sanremo, posizionandosi al quarto posto della Categoria Nuove Proposte con C'è che ti amo. Nello stesso anno pubblica il disco Arianna per la RTI Music.
Nel 2000 è l'interprete delle sigle di testa e coda della fiction Rai Una donna per amico 2, in cui compare anche come protagonista di un episodio. Sempre nel 2000, il 14 e 15 ottobre, durante il Giubileo, è una degli artisti che si esibiscono in Piazza San Pietro nell'ambito del Giubileo delle Famiglie interpretando con la madre, il coro e l'orchestra della Diocesi di Roma il brano O Santissima, nella versione e con la direzione di Marco Frisina.
Dal 1998 in poi si dedica ai musical: è protagonista de Il mago di Oz (2000-2001), Pinocchio (2002-2004) e Masaniello (2006-2009). Nello stesso periodo recita anche in spettacoli di prosa come Sogno di una notte di mezza estate (2001-2002), La bisbetica domata e Giulietta e Romeo (2006). Nel 2007 partecipa al programma La Corrida come showgirl principale e incide l'album A modo mio. Nel 2008 incide Verso Est, inedito scritto e arrangiato da Ennio Morricone diventato colonna sonora di un importante spot con Richard Gere. Nella primavera dello stesso anno è ospite in molteplici puntate nel programma di Rai 2, Piazza Grande.
Da settembre 2008 a marzo 2009 partecipa come attrice alla trasmissione televisiva Saturday Night Live from Milano. Da gennaio a maggio 2009 recita nella soap opera Cento Vetrine nel ruolo di Roberta Di Leo. Dall'ottobre 2009 al maggio 2011 interpreta Belle nel musical campione di incassi prodotto dalla Stage Entertainment La bella e la bestia. Interpreta la canzone Diva, colonna sonora degli spot per la Lancia Ypsilon Diva e Lancia Musa Diva.
Dal 2010 al 2011, esattamente come la madre, con lo pseudonimo di Oliriana, scrive per RTI Music testi di sigle di cartoni animati di Mediaset e una canzone per la colonna sonora italiana di Kilari, in onda su Italia 1.
Nel 2011 interpreta assieme ad Amedeo Minghi la canzone Crederò, scritta da Pasquale Panella e Amedeo Minghi, sigla di testa di alcune strisce quotidiane tratte dalle miniserie di Fantaghirò, andate in onda su Mediaset nel periodo di Natale 2011. Nel 2012 conduce, assieme a Marco Berry, Cristina Chiabotto e Manolo Martini, il programma quotidiano Bau Boys su Italia 1. Dall'agosto a fine settembre del 2012 partecipa in qualità di guest nel tour Usa Il Volo Takes Flight del gruppo Il Volo, esibendosi nei più importanti teatri americani.
Nel 2013 esce il singolo Sexy People, contenente una campionatura di Torna a Surriento, nel quale duetta con Pitbull con cui gira il relativo videoclip. Il brano arriva quinto nella dance chart americana e raggiunge i 30 milioni di views su YouTube. 
Nello stesso anno è Clementina, nella sesta edizione del musical Aggiungi un posto a tavola di Garinei e Giovannini, prodotto dalla Compagnia dell'Alba di Ortona, che ha debuttato a Lanciano il 19 aprile 2013. Nel giugno 2015 esce il singolo Adesso O Mai, in duetto con Shaggy con cui gira il relativo videoclip.
Nel mese di ottobre partecipa al For Every Child, progetto ideato da David Guetta e Yoko Ono per l'UNICEF, duettando virtualmente e insieme ad altri artisti con John Lennon sulle note di Imagine. Nel marzo 2016 si esibisce a Detroit in favore di Hillary Clinton in vista delle elezioni presidenziali americane di quell'anno. In tale occasione duetta con Michael Bolton sulle note della celebre The Prayer. Nell'estate 2016 esce il singolo Who Did You Love, insieme al rapper statunitense Flo Rida.
Nel mese di settembre debutta a Detroit come protagonista, nel Rock Musical Murder Ballad al  Detroit Public Theatre. e nel mese di ottobre è l'unica artista ad esibirsi al Gala e durante la parata sul canale ABC del Columbus Day a New York. Nel 2017 interpreta con will.i.am il brano Mona Lisa Smile di cui esce anche il videoclip ambientato al Louvre. Nel 2018 esce il singolo All for You seguito dall'uscita del videoclip. Il brano è stato prodotto a NY in collaborazione con Joe Vulpis, storico autore di Lady Gaga.
Nell'estate 2019 esce con il singolo Bella vita in duetto con Shaggy. Il brano nel novembre dello stesso anno diventa colonna sonora dello spot della compagnia telefonica 3 per 4 mesi. Nell'estate 2021 esce con il singolo Beautiful angel rielaborazione pop e in lingua inglese del famoso tango argentino Por una cabeza di Carlos Gardel. Il brano è stato prodotto da Arianna a Miami con il noto producer C - Rod.
Nel dicembre 2021 canta al per il ss Padre Francesco al concerto di Natale di Canale 5 il brano The Prayer.
Nel gennaio 2022 canta l'inno di Mameli durante la cerimonia d'inizio della Supercoppa Italiana 2021 di calcio disputatasi allo stadio Meazza di Milano tra Inter e Juventus.
Nel settembre 2022 è l’unica artista invitata ad esibirsi dal teatro dell’opera di Pisa al concerto “tributo a Morricone“ con 65 Maestri d’orchestra.
Nell’ottobre 2022 si esibisce con il gruppo Il Volo come special guest durante il loro concerto alla FLA arena di Miami. 
Da gennaio ad aprile 2023 è Mina, la protagonista femminile del musical “Vlad Dracula”.

### Vita privata
Arianna Bergamaschi è sposata con Olivier Francois, attualmente CEO di FIAT automobiles, DS automobiles e Global CMO dell'intero gruppo Stellantis.

## Discografia

### Album in studio
- 1990 - Siamo forti (Walt Disney Records, la canzone La sirenetta, e Oliver & Company)
- 1991 - T come teen-agers (Walt Disney Records, la canzone Bianca e Bernie nella terra dei canguri)
- 1993 - Bella non lo sa (Walt Disney Records, la canzone La bella e la bestia)
- 1994 - Arianna canta Disney (Walt Disney Records)
- 1999 - Arianna (RTI Music)
- 2003 - Pinocchio il grande musical (CGD, registrazione del cast originale del musical omonimo)
- 2007 - A modo mio (Edel Music)
- 2011 - Il fantastico mondo di Fantaghirò (RTI Music, compilation, contiene la canzone Crederò)

### Singoli
- 1990 - La Sirenetta/Ariel (Walt Disney Records, 06 2041497, 45 giri)
- 1990 - Siamo forti/Sogni (Walt Disney Records, 06 241957, 45 giri)
- 1991 - T come teen-agers (Walt Disney Records, la canzone Bianca e Bernie nella terra dei canguri)
- 1999 - C'è che ti amo (RTI Music, PFM 3742, CD Single)
- 2005 - Fermami (Edel Music, ARIA64K, promo CD single, cover in italiano di Maniac, colonna sonora di Flashdance)
- 2005 - La verità (è che ti tradirò) (Carosello, CARSH 141, CD Maxi Single, viene prodotto anche il video musicale)
- 2013 - Sexy People - featuring Pitbull (Digital download, CD Maxi Single Promo)
- 2015 - Adesso o mai - featuring Shaggy (Digital download)
- 2015 - If U Slip U Slide - featuring Shaggy (Versione inglese di Adesso o mai, Digital download)
- 2016 - Who Did You Love - featuring Flo Rida (Digital download)
- 2017 - Mona Lisa Smile - featuring Will.i.am (Digital download)
- 2018 - All for you - (Digital download)
- 2019 - Bella Vita - featuring Shaggy (Digital download)
- 2021 - Beautiful Angel
- 2023 - Terra Madre
- 2023 - Vita mia feat. Alfa

## Brani scritti per RTI Music con lo pseudonimo di 'Oliriana'
| Titolo                              | Autore del testo | Autore della musica                                                          | Interprete         | Album di pubblicazione                     | Anno |
| ----------------------------------- | ---------------- | ---------------------------------------------------------------------------- | ------------------ | ------------------------------------------ | ---- |
| La speranza del cuore               | Oliriana         | Alessandro Boriani                                                           | Denise Misseri     | Kilari                                     | 2010 |
| MÄR                                 | Oliriana         | Enrico Francesco Santulli                                                    | Giacinto Livia     | Natale con Cristina                        | 2010 |
| Kikoriki                            | Oliriana         | Danilo Bernardi, Giuseppe Zanca                                              | Matteo e Francesco | Natale con Cristina                        | 2010 |
| Le avventure degli orsetti          | Oliriana         | Fulvio Griffini, Stefania Camera                                             | Benedetta Caretta  | Natale con Cristina                        | 2010 |
| Pearlie                             | Oliriana         | Leonardo Ceglie, Giovanni Rosina                                             | Benedetta Caretta  | Natale con Cristina                        | 2010 |
| Mila e Shiro: il sogno continua     | Oliriana         | Cristiano Macrì                                                              | Cristina D'Avena   | Le sigle originali dei cartoni di Italia 1 | 2011 |
| My Little Pony: l'amicizia è magica | Oliriana         | Maurizio Bianchini, Graziano Pegoraro, Susanna Balbarani, Antonio d'Ambrosio | Susanna Balbarani  | Le sigle originali dei cartoni di Italia 1 | 2011 |

## Teatro
- Un mandarino per Teo 1998/1999 e 1999/2000, protagonista femminile, commedia musicale di Pietro Garinei e Sandro Giovannini con Maurizio Micheli, regia di Gino Landi.
- Un viaggio d'amore (2000 e 2003), protagonista femminile con Michele Placido.
- Il mago di Oz 2000/2001, interpreta il ruolo di Dorothy, regia di F. Crivelli.
- Sogno di una notte di mezza estate (2001, 2002 e 2003), coprotagonista nel ruolo di Ermia, regia di Tato Russo.
- La bisbetica domata (2002) tour estivo, interpreta il ruolo di Bianca, regia di Alessandro Capone
- Pinocchio (2003 e 2004), interpreta il ruolo della Fata Turchina, regia di Saverio Marconi con le musiche dei Pooh.
- Romeo e Giulietta (2006), interpreta il ruolo di Giulietta, regia di M. Panici.
- Masaniello (2006, 2007, 2008, 2009), protagonista femminile nel ruolo di Bernardina, regia di Tato Russo.
- La Bella e la Bestia (2009, 2010, 2011), interpreta il ruolo di Belle, regia di Glenn Casale.
- Tre cuori in affitto (2011 e 2012) con Paolo Ruffini. interpreta il ruolo di Janet. Regia di Claudio Insegno.
- Aggiungi un posto a tavola (2013/2014) di Garinei e Giovannini nel ruolo di Clementina. Regia di Fabrizio Angelini.
- The Best of Musical (2014/2015) (La Bella e la Bestia / La Febbre del Sabato Sera / Mamma Mia / Sister Act), regia di Chiara Noschese
- Murder Ballad (2016) versione originale in inglese al Detroit public theatre di Détroit nel ruolo della protagonista Sara regia Courtney Burckett
- Murder Ballad (2018-2020) versione italiana, nel ruolo di Sara, regia Ario Avecone
- Vlad Dracula (2023) musical. Nel ruolo della protagonista Mina. Regia di Ario Avecone.